# 连续薹草
连续薹草（学名：Carex continua），为莎草科薹草属下的一个种。分布在缅甸、菲律宾、越南、泰国、老挝、锡金、印度以及中国大陆的云南南部等地，生长于海拔1,100米的地区，多生长在山坡灌丛中，目前尚未由人工引种栽培。

## 扩展阅读
維基物種上的相關：连续薹草